# مسجد قدیمی روستای حسین‌آباد
مسجد قدیمی روستای حسین‌آباد مربوط به دوره قاجار است و در شهرستان پاکدشت، بخش شریف‌آباد، روستای حسین‌آباد واقع شده و این اثر در تاریخ ۱ مهر ۱۳۸۲ با شمارهٔ ثبت ۱۰۳۱۷ به‌عنوان یکی از آثار ملی ایران به ثبت رسیده است.